# Arre, Gard
Arre là một xã ở tỉnh Gard ở miền nam nước Pháp. Xã này có diện tích 7,26 kilômét vuông, dân số năm 1999 là 283 người. Khu vực này có độ cao trung bình 327 mét trên mực nước biển.